# Антропологија религије
Антропологија религије је проучавање религије у односу на друге друштвене институције и поређење верских уверења и пракси у различитим културама.

## Историја
Почетком 12. века Абу Рајхан Бируни (973–1048) је написао детаљне упоредне студије о антропологији религија и култура широм Средоземља (укључујући и Блиски исток) и индијског потконтинента. У тим студијама говори о народима, обичајима и религијама индијског потконтинента.
У 19. веку културном антропологијом доминира интересовање за културну еволуцију; већина антрополога претпостављала је једноставну разлику између „примитивне“ и „модерне“ религије и покушавала да објасни како је прва еволуирала у другу. У 20. веку већина антрополога је одбацила овај приступ. Данас антропологија религије одражава утицај теоретичара као што су Карл Маркс (1818-1883), Сигмунд Фројд (1856-1939), Емил Диркем (1858-1917) и Макс Вебер (1864-1920). Антрополози религије се посебно баве тиме како верска уверења и праксе могу одражавати политичке или економске снаге; или социјалне функције верских уверења и пракси.
Године 1912. Емил Диркем је, надовезујући се на рад Фојербаха, сматрао религију „пројекцијом друштвених вредности друштва“, „средством давања симболичких изјава о друштву“, „симболичким језиком који говори о друштвеном поретку“; укратко, „религија је друштво које само себе обожава“.
Антрополози су око 1940. претпоставили да је религија у потпуном континуитету са магијским мишљењем, и да је то културни производ. Потпуни континуитет између магије и религије био је постулат модерне антропологије барем од раних 1930-их. Перспектива модерне антропологије према религији је идеја пројекције, методолошки приступ који претпоставља да је сваку религију створила људска заједница која је практикује, да се „стваралачка активност приписана Богу пројектује од човека". Године 1841, Лудвиг Фојербах је први применио ову идеју као основ за систематску критику религије. Његов истакнути претходник у формулацији овог принципа пројекције био је Ђанбатиста Вико (1668-1744), а прва његова формулација се појављује код старогрчког писца Ксенофана око 570 - око 475. п. н. е.) који је приметио да су „богови Етиопљана неизбежно црни са равним носевима, док су Трачански плавокоси са плавим очима“.

## Дефиниција религије
Један од главних проблема антропологије религије је сама дефиниција религије. Једно време антрополози су веровали да су одређене верске праксе и веровања у одређеном тренутку њиховог развоја били више или мање универзални за све културе, попут веровања у духове, употребе магије као средства за контролу натприродног, прорицања као средства за откривање окултног знања и извођења ритуала као што су молитва и жртвовање као средстава утицаја на исход различитих догађаја путем натприродног, понекад попримајући облик шаманизма или обожавања предака. Према Клифорду Герцу, религија је
Данас религиозни антрополози расправљају и одбацују међукултурну ваљаност ових категорија (често их посматрајући као примере европског примитивизма ). Антрополози узимају у обзир различите критеријуме за дефинисање религије – попут веровања у натприродно или ослањања на ритуал – али мало њих тврди да су ти критеријуми универзални.
Ентони Волас (Anthony F. C. Wallace) предлаже четири категорије религија, при чему свака наредна категорија обухвата претходну. Ово су, међутим, синтетичке категорије и не обухватају нужно све религије.
1. Индивидуалистичке: најосновније; најједноставније. Пример: потрага за визијом (енгл. vision quest).
2. Шаманистичке: повремени практичар вере користи религију за лечење, спознају, најчешће у име муштерије. Племе Тиламук има четири категорије шамана. Примери шамана: спиритуалисти, исцелитељи вером, читачи из длана. Верски ауторитет стечен сопственим средствима.
3. Заједничке: сложени скуп веровања и пракси; група људи распоређених у кланове по лози, старосној групи или неким верским друштвима; људи преузимају улоге засноване на знању и обожавању предака.
4. Црквене: доминантне у пољопривредним друштвима и државама; централно су организоване и хијерархијске по структури, паралелне са организацијом држава. Типично одбацују конкурентске индивидуалистичке и шаманистичке култове.

## Специфичне верске праксе и веровања
- Апотеоза
- Апотропејон
- Амајлија
- Анимизам
- Култ (религијска пракса)
- Божанство
- Демон
- Прорицање
- Езотеризам
- Егзорцизам
- Зло
- Обред плодности
- Фетишизам
- Гениј
- Бог
- Дух
- Грчко-римске мистерије
- Јерес
- Икона
- Бесмртност
- Интерцесија
- Магија и религија
- Мана
- Маска
- Чудо
- Медицина
- Неопаганизам
- Монотеизам
- Богиња мајка
- Митологија
- Некромантија
- Њу ејџ
- Окултизам
- Политеизам
- Молитва
- Пророчанство
- Реинкарнација
- Религиозна екстаза
- Ритуал
- Жртвовање
- Шаманизам
- Бајање
- Натприродно
- Супликација
- Симпатетичка магија
- Теизам
- Тотемизам
- Култ предака
- Западни езотеризам

### Цитати
1. ↑  Adams 2017; Eller 2007, стр. 2.
2. ↑  Walbridge 1998.
3. ↑  Eller 2007, стр. 22; Weber 2002.
4. ↑  Eller 2007, стр. 4.
5. ↑  Nelson 1990.
6. ↑  Durkheim, pp. 266 in the 1963 edition
7. 1 2  Cassirer 2006, стр. 122–123.
8. 1 2  Manickam 1977, стр. 6.
9. ↑  Marett 1932.
10. ↑  Cassirer 2006, стр. 122–123; Marett 1932.
11. ↑  Guthrie 2000, стр. 225–226; Harvey 1996, стр. 67; Pandian 1997.
12. ↑  Feuerbach 1841; Harvey 1995, стр. 4; Mackey 2000; Nelson 1990.
13. ↑  Cotrupi 2000, стр. 21; Harvey 1995, стр. 4.
14. ↑  Harvey 1995, стр. 4.
15. 1 2  Eller 2007, стр. 7.
16. ↑  Rathman, Jessica. „Anthony Francis Clarke Wallace”. Архивирано из оригинала 27. 11. 2003. г. Приступљено 22. 11. 2017.